# 鹿野町 (山口県)
鹿野町（かのちょう）は、かつて山口県の東部にあった町である。都濃郡で最後まで残っていた町でもあった。
2003年4月21日に徳山市、新南陽市、熊毛町と合併し新たに周南市となって消滅した。なお、同じ中国地方の鳥取県にはかつて鹿野町があったが、こちらは「しかのちょう」と読む。

## 地理
山口県の中部、山間部に位置し旧阿東町や旧錦町と並んで県内では冬季積雪が多い地域でもある。県内最大の河川である錦川の上流端にあたり、清流を求めて訪れる観光客も見られる。

## 歴史
- 1889年（明治22年）4月1日 - 町村制の施行により、鹿野上村・鹿野中村・鹿野下村・大潮村の区域をもって鹿野村が発足。
- 1940年（昭和15年）11月3日 - 鹿野村が町制施行して鹿野町となる。
- 1955年（昭和30年）7月20日 - 都濃郡須金村の一部（須万、金峰の各一部）を編入。
- 1955年（昭和30年）11月1日 - 佐波郡徳地町の一部（巣山）を編入。
- 2003年（平成15年）4月21日 - 徳山市・新南陽市・熊毛郡熊毛町と合併して周南市が発足。同日鹿野町も廃止。

## 地域

### 教育
旧鹿野町内には、鹿野町立鹿野小学校、鹿野町立鹿野中学校、山口県立鹿野高等学校（現在は山口県立徳山高等学校鹿野分校）があった。

## 交通

### 鉄道
町内を鉄道路線は走っていない。鉄道を利用する場合の最寄り駅は、JR西日本山陽本線および山陽新幹線の徳山駅。

### 道路
- 高速道路

- 中国自動車道（鹿野IC－鹿野SA）

#### 国道
- 国道315号
- 国道376号
- 国道434号

#### 主要地方道
- 山口県道3号新南陽津和野線
- 山口県道9号徳山徳地線
- 山口県道12号鹿野吉賀線
- 山口県道26号山口鹿野線

#### 一般県道
- 山口県道361号錦鹿野線

## 名所・旧跡・観光スポット・祭事・催事

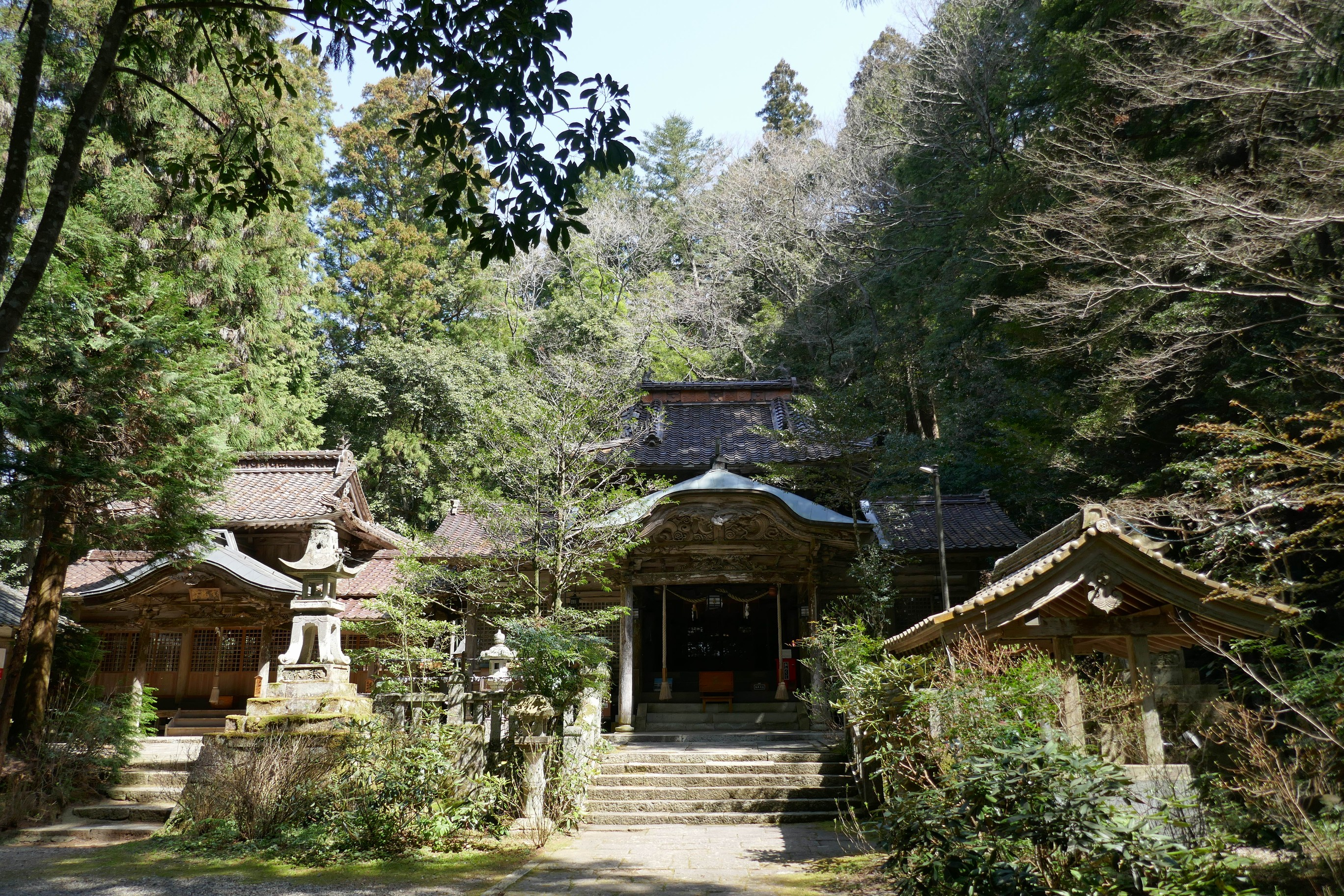
二所山田神社

- 漢陽寺
- 石船温泉
- 長野山緑地公園
- 二所山田神社

## 出身著名人
- 寺尾明人（日本ユネスコ協会連盟教育文化事業部長）
- 道源権治（貴族院多額納税者議員、衆議院議員）